# 桑德拉-玛丽亚·延森
桑德拉-玛丽亚·延森（Sandra-Maria Jensen，1994年4月5日—），丹麥女子羽毛球運動員。

## 簡歷
2010年，桑德拉-玛丽亚·延森參加在墨西哥瓜達拉哈拉舉行的世界青年羽毛球錦標賽，夥拍萊恩·杰克斯菲德贏得女雙季軍。
2013年8月，延森參加中國廣州舉行的世界羽毛球錦標賽，出戰女子單打項目，在首圈就以0比2（6-21、19-21）負於印尼的贝拉特里克斯·玛努布蒂出局。

## 主要比賽成績
只列出曾進入準決賽的國際賽事成績：
| 年份   | 賽事                       | 公開賽級別 | 項目     | 拍檔            | 成績   |
| ------ | -------------------------- | ---------- | -------- | --------------- | ------ |
| 2010年 | 世界青年羽毛球錦標賽       | 其他       | 女子雙打 | 萊恩·杰克斯菲德 | 準決賽 |
| 2011年 | 克羅地亞羽毛球國際賽       | 國際系列賽 | 女子雙打 | 萊恩·杰克斯菲德 | 冠軍   |
| 2011年 | 歐洲青年羽毛球錦標賽       | 其他       | 混合團體 | －              | 準決賽 |
| 2011年 | 歐洲青年羽毛球錦標賽       | 其他       | 女子雙打 | 萊恩·杰克斯菲德 | 準決賽 |
| 2012年 | 瑞典斯德哥爾摩羽毛球國際賽 | 國際挑戰賽 | 女子雙打 | 萊恩·杰克斯菲德 | 準決賽 |
| 2012年 | 羅馬尼亞羽毛球國際賽       | 國際系列賽 | 女子雙打 | 萊恩·杰克斯菲德 | 冠軍   |
| 2012年 | 丹麥羽毛球國際賽           | 國際挑戰賽 | 女子單打 | －              | 冠軍   |
| 2013年 | 歐洲青年羽毛球錦標賽       | 其他       | 混合團體 | －              | 冠軍   |
| 2013年 | 克羅地亞羽毛球國際賽       | 國際系列賽 | 女子單打 | －              | 亞軍   |
| 2013年 | 蘇格蘭羽毛球大獎賽         | 大獎賽     | 女子單打 | －              | 準決賽 |
| 2014年 | 歐洲女子羽毛球團體錦標賽   | 其他       | 女子團體 | －              | 冠軍   |
| 2014年 | 葡萄牙羽毛球國際賽         | 國際系列賽 | 女子單打 | －              | 冠軍   |
| 2014年 | 匈牙利羽毛球國際賽         | 國際系列賽 | 女子單打 | －              | 亞軍   |
| 2015年 | 荷蘭羽毛球國際賽           | 國際系列賽 | 女子單打 | －              | 準決賽 |
| 2017年 | 荷蘭羽毛球國際賽           | 國際系列賽 | 女子雙打 | 约瑟芬·范·赞纳  | 準決賽 |

| 2007-2017年 | 首要超級賽 | 超級賽 | 黃金大獎賽 | 大獎賽 | 國際挑戰賽 | 國際系列賽 | 未來系列賽 | 其他 |

| 2018-2026年 | 總決賽 | 超級1000賽 | 超級750賽 | 超級500賽 | 超級300賽 | 超級100賽 | 國際挑戰賽 | 國際系列賽 | 未來系列賽 | 其他 |

### 奧運會和世錦賽參賽紀錄
|          | 2013 |
| -------- | ---- |
| 女子單打 | 48強 |